# Mycena fonticola
Mycena fonticola é uma espécie de cogumelo da família Mycenaceae. Pode ser encontrado no Japão.